# بایواتس نا ایبرو
بایواتس نا ایبرو (به صربی: Baljevac na Ibru) یک روستا در صربستان است که در ناحیه راشکا واقع شده‌است. بایواتس نا ایبرو ۱۳٫۲۵ کیلومتر مربع مساحت و ۱٬۴۸۲ نفر جمعیت دارد.